# Mugilogobius adeia
Mugilogobius adeia es una especie de peces de la familia de los Gobiidae en el orden de los Perciformes.

## Morfología
Los machos pueden llegar a alcanzar los 4,3 cm de longitud total.

## Distribución geográfica
Se encuentra en Sulawesi (Indonesia).

## Observaciones
Es inofensivo para los humanos.